# Provinciale weg 596
De provinciale weg 596 (N596) is een voormalige provinciale weg in de Nederlandse provincie Limburg. Het vormde een verbindingsweg tussen Bocholtz en de N281 nabij Heerlen en Kerkrade. De weg is rond het jaar 2000 grotendeels verdwenen door de aanleg van de bedrijventerreinen Avantis en Trilandis.
De N596 had een lengte van 3,4 kilometer en bestond uit de Kleinestraat in de gemeente Heerlen en de Stevensweg in de gemeente Simpelveld. De weg begon in Bocholtz aan de rand van de bebouwde kom en liep na het viaduct onder de A76 parallel aan deze autosnelweg. Voorbij het knooppunt Bocholtz ging de weg met een viaduct onder de N281 door en verderop over de Miljoenenlijn. Bij de buurtschap Vrusschenhusken sloot de weg dan aan op de Beitel, die een aansluiting heeft op de N281. Het wegnummer N596 werd geïntroduceerd in 1993. Alleen de wegdelen bij Bocholtz en Vrusschenhusken (waaronder de spoorbrug) zijn nog toegankelijk voor verkeer. De rest is verdwenen of ontoegankelijk gemaakt.
N62 · N69 · N251 · N252 · N253 · N254 · N255 · N256/A256 · N257 · N258 · N260 · N261 · N262 · N263 · N264 · N266 · N267 · N268 · N269 · N270/A270 · N271 · N272 · N273 · N274 · N275 · N276 · N277 · N278 · N279 · N280 · N281 · N282 · N283 · N284 · N285 · N286 · N287 · N288 · N289 · N290 · N291 · N292 · N293 · N294 · N295 · N296 · N296n · N297 · N298 · N300 · N321 · N322 · N324 · N329 · N389 · N394 · N395 · N396 · N397

N556 · N562 · N564 · N570 · N572 · N590 · N595 · N598 · N601 · N602 · N605 · N607 · N612 · N613 · N615 · N616 · N617 · N618 · N620 · N622 · N625 · N629 · N631 · N632 · N637 · N638 · N639 · N640 · N641 · N651 · N652 · N653 · N654 · N655 · N656 · N658 · N659 · N660 · N661 · N662 · N663 · N664 · N665 · N666 · N667 · N668 · N669 · N670 · N671 · N673 · N674 · N675 · N676 · N682 · N683 · N686 · N689 · N690 · N831 · N843

Voormalige provinciale wegen: N299 · N551 · N552 · N553 · N554 · N555 · N560 · N561 · N563 · N565 · N566 · N567 · N568 · N571 · N574 · N580 · N581 · N582 · N583 · N584 · N585 · N586 · N587 · N588 · N589 · N591 · N592 · N593 · N594 · N596 · N597 · N603 · N604 · N606 · N608 · N610 · N611 · N614 · N619 · N621 · N623 · N624 · N626 · N628 · N630 · N634 · N642 · N657